# Прентис, Джим
Джеймс «Джим» Пре́нтис (англ. James «Jim» Prentice; 20 июля 1956, Саут-Поркьюпайн, Онтарио, Канада — 13 октября 2016, Уинфилд, Британская Колумбия, Канада) — канадский адвокат и государственный деятель, королевский адвокат. На федеральных выборах 2004 года он был избран в канадскую палату общин депутатом Консервативной партии Канады. На федеральных выборах 2006 года он был переизбран и назначен министром по делам индейцев и развития Севера и федеральным посредником для метисов и незарегистрированных индейцев в кабинете министров. 14 августа 2007 года был назначен министром промышленности, а 30 октября 2008 года, после выборов, занял пост министра окружающей среды. 4 ноября 2010 года он объявил о своём уходе из кабинета министров.
6 сентября 2014 года победил на выборах лидера Прогрессивно-консервативной ассоциации Альберты. В 2014—2015 годах — премьер-министр правительства Альберты.

## Биографические данные
Родился в большой рабочей семье. Позднее семья переехала в Альберту. Его отец Эрик Прентис в 1940-х был профессиональным хоккеистом Национальной хоккейной лиги (НХЛ). Прентис учился в Университете Альберты (где он стал членом братства Фи-Гамма-Дельта) и Университете Далхузи. Чтобы оплачивать своё обучение, он семь лет в летние месяцы работал шахтёром.
Как адвокат он специализировался на вещественных правах собственности, включая перемещение, процессах по охране окружающей среды и связанных со специальными районами экономического развития. Он также являлся уполномоченным Комиссии по искам индейцев Канады.
Семь лет входил в совет директоров Калгарийского зимнего клуба, побывав его президентом и председателем. Он является активным членом и добровольным руководителем пресвитерианской церкви Милости Господней.

## Начало политической карьеры
В 1976 году вступил в Прогрессивно-консервативную партию Канады и с тех пор всегда был активен в консервативных кругах. На провинциальных выборах в провинции Альберта (1986) выступал за прогрессистов-консерваторов в Калгари-Маунтин-Вью, но проиграл кандидату от НДП Бобу Хоксворту. На тех выборах он был самым молодым тори.
В начале 1990-х работал главным финансовым директором и казначеем правящей федеральной ПКП (1990—1993). Впервые принял участие в федеральных выборах весной 2002 как прогрессивно-консервативный кандидат на депутатское кресло ушедшего в отставку Престона Мэннинга в избирательном округе Юго-Запад Калгари. Когда вместо назначенного Канадским союзом кандидата Эзры Леванта объявил об участии в дополнительных выборах новоизбранный глава Союза Стивен Харпер, Прентис в качестве компромисса вышел из гонки.
В 2003 он был кандидатом на выборах прогрессивно-консервативного лидера, обещая поддержать план «Объединённая альтернатива» и слияние ПКП с Канадским союзом. Многими он рассматривался как альтернатива Питеру Маккею — кандидату, выступавшему за «статус-кво» и имевшему наибольшие шансы. Основная программа кампании Прентиса состояла в том, что «консерваторы никогда не победят либералов, оставаясь разобщёнными». В день съезда 2003 года он произнёс перед собравшимися делегатами страстную речь, в которой призывал тори гордиться своими достижениями, несмотря на недавние неудачи, и вспоминал жертвы канадских солдат в битве при Пасшенделе. Неожиданной оказалась поддержка другого кандидата в руководители партии Крега Чендлера, который отказался от борьбы в самом её начале. В конечном счёте после четвёртого тура голосования Прентис оказался на втором месте после окончательного победителя Маккея. Некоторые политические эксперты отметили, что, хотя Прентис в итоге проиграл, он мог получить поддержку как социально-консервативного кандидата, так и красного тори, участвовавших в борьбе, после того как они вышли из гонки в первом и втором турах голосования, соответственно. Сохранив свою точку зрения в ходе выборов главы, он поддержал слияние КС и ПКП в декабре 2003 и образование новой Консервативной партии Канады.
7 декабря 2003, на следующий день после одобрения создания новой Консервативной партии членами ПКП, он первым объявил о намерении баллотироваться на пост её председателя. Начал свою кампанию в Калгари и совершал поездки в Онтарио, особенно в Кингстон (Онтарио) — родной город первого канадского консервативного лидера сэра Джона А. Макдональда, где в Университете Куинс училась одна из дочерей Прентиса. Однако 12 января 2004 он вышел из борьбы, ссылаясь на трудности в формировании нового фонда менее чем через год после первой безуспешной заявки на выборах.

## Начало парламентской карьеры
На выборах 2004 года был избран депутатом новой Консервативной партии от избирательного округа Север центра Калгари.
После депутатской присяги 16 июля глава Консервативной партии Стивен Харпер назначил его в теневой кабинет на должность министра официальной оппозиции по делам индейцев и Севера. В этом качестве он выступил против соглашения об отводе земельных участков Тли-Чо, которое, по его словам, сделает канадское право второстепенным по отношению к местному тличойскому праву. Также являлся рьяным сторонником предполагаемого и спорного трубопровода Маккензи-Вэлли. Он осудил либеральное правительство за его отношение к аборигенным женщинам и подозрительные затраты на управление Программой по отводу земельных участков под школы-интернаты для аборигенов — жертв насилия.
По его собственному признанию являлся одним из самых заметных красных тори в Консервативной партии. Например, он удивил многих экспертов тем, что проголосовал за законопроект C-38 о легализации однополых браков. Несмотря на то что Консервативная партия поддержала свободное голосование, это внесло дисгармонию в его отношения со многими из его консервативных избирателей и с консервативными кругами. В феврале 2005 исполнительный директор компании Concerned Christians Canada Крег Чендлер сообщил в эфире Си-Би-Си Ньюсуорлд, что, возможно, при распределении на следующие федеральные выборы 2006 он будет претендовать на место кандидата Консервативной партии именно в округе Север центра Калгари из-за позиции Прентиса против запрещения абортов и из-за его поддержки однополых браков. Но на мартовском Стратегическом съезде КПК в Монреале было принято решение о том, что действующие депутаты-тори в случае правящего меньшинства, когда результаты выборов менее предсказуемы, будут назначаться кандидатами автоматически.

## Отказ от должности
4 ноября 2010 года он объявил о своём незамедлительном уходе с должности министра окружающей среды и об уходе с поста депутата от Севера центра Калгари к концу этого года в связи с назначением на пост заместителя председателя Canadian Imperial Bank of Commerce.

## Смерть
13 октября 2016 года погиб в авиакатастрофе вместе со своим сватом Кеном Геллатли..